# RP-3
Rocket RP-3 (Viết tắt của Rocket Projectile 3 inch) là một loại đạn rocket được Không quân Hoàng gia Anh sử dung trong và sau Chiến tranh thế giới 2. Đây là loại vũ khí chủ yếu sử dụng trong vai trò tấn công các mục tiêu mặt đất. Nó còn được gọi với cái tên là rocket 60-pound do nó được trang bị đầu đạn nặng 60 pound (27 kg); trong khi rocket 25-pound là phiên bản tên lửa trang bị đầu đạn xuyên giáp nặng 25 pound (11 kg). RP-3 được trang bị trên các máy bay tiêm kích-bom của Không quân Anh để tiêu diệt các mục tiêu xe tăng, tàu hỏa, xe chở quân, công trình, và được sử dụng trong Không quân Hải quân Anh để tiêu diệt tàu ngầm U-boat và tàu chở hàng. "3 inch" ám chỉ đưởng kính của động cơ rocket (7,62 cm).